# منظمة ترويج الصادرات الدفاعية
منظمة ترويج الصادرات الدفاعية ( ديبو ) (بالأردوية: تنظیم برائے فروغِ صادراتِ دفاعی)‏ هي وكالة تابعة للحكومة الباكستانية مسؤولة عن تعزيز صناعة الدفاع الباكستانية .  وهي تعمل تحت إشراف وزارة الإنتاج الدفاعي . تنظم شركة ديبو معرض وندوة الدفاع الدولي (إدياس) الذي يقام كل عامين، والذي يقام في مركز معارض كراتشي في كراتشي ، باكستان. 
اعتبارًا من مايو 2023، أصبح المدير العام لـديبو هو اللواء أسد نواز خان.